# Порт Гаосюн
Порт Гаосюн (POK) — крупнейший порт Тайваня, обработавший в 2015 году около 10,26 млн двадцатифутовых эквивалентных единиц (TEU) грузов. Порт расположен на юге Тайваня, рядом с городом Гаосюн и окружён городскими районами Гушан, Яньчэн, Линъя, Цяньчжэнь, Сяоган, а также Цицзинь. Оператором порта выступает Taiwan International Ports Corporation — государственная компания по управлению портами Тайваня.

## История
Порт был естественной лагуной, прежде чем за несколько сотен лет превратился в современную гавань. В XVI веке на берегу моря на месте современного Гаосюна уже существовало несколько деревень, которые местные жители в то время называли «Такау». Колонисты Голландской Ост-Индской компании прибыли в Такау в 1620-х годах и начали освоение лагуны. Порт, исторически именуемый «Порт Такау», развивался постепенно в течение голландской эпохи, эпохи Дуннина и ранней династии Цин.

### Империя Цин
В 1858 году династия Цин проиграла Вторую опиумную войну франко-британским войскам и подписала Тяньцзиньские договоры. Согласно договорам, правительству Цин было поручено открыть пять портов Тайваня для внешней торговли. Будучи одним из пяти портов, порт Такао был официально открыт для западных торговцев с 1864 года. В 1895 году правительство Цин уступило Тайвань Японии, проиграв Первую китайско-японскую войну.

### Японская империя
В раннюю японскую эпоху колониальное правительство решило осуществить крупные проекты с целью превратить порт в современную гавань. Японцы строили порт в три этапа: первый был завершен в 1908 году, второй — в 1912 году, а третий был остановлен на полпути в начале Второй мировой войны. Во время Второй мировой войны порт подвергся массированным бомбардировкам со стороны западных союзников.

### После войны II
После войны возобновилось развитие порта. «Второй порт» был построен в 1975 году путем разрушения сухопутного моста между Сяоганом и Цицзинем.
На южной стороне второго входа в порт в 2020-е годы находятся музей и парк, а также недавно построенный Интерконтинентальный терминал (терминал № 6). В этом музее описывается история и расчистка значительного по размерам жилого комплекса, который располагался неподалёку от расширенного порта.
Порт является частью Морского шёлкового пути, который проходит от побережья Китая к южной оконечности Индии в Момбасу, оттуда через Суэцкий канал в Средиземное море и оттуда в регион Верхней Адриатики Триест с его железнодорожным сообщением с Центральной и Восточной Европой.
В 2017 году Тайваньская международная портовая корпорация завершила дорогостоящее расширение порта Гаосюн и добавила новые мощности для увеличения как контейнерного, так и пассажирского оборота.
Порт Гаосюн расширил возможности обслуживания пассажиров, введя в эксплуатацию новый мобильный и регулируемый пассажирский трап для облегчения посадки и высадки пассажиров с крупных круизных лайнеров, таких как SuperStar Virgo компании Star Cruises. Также завершено строительство кондиционируемого закрытого коридора, соединяющего причал круизных судов с Международным туристическим центром.
Постоянные усилия Тайваньской международной портовой корпорации привели к росту круизного бизнеса порта. Ожидалось, что в 2017 году порт Гаосюн посетят около 127 000 круизных пассажиров.
Паромный терминал порта также расширяется. В 2017 году за туристический сезон по маршруту Будай — Пэнху перевезли более 530 000 пассажиров, что на 5,4 % больше, чем за аналогичный период предыдущего года. Чтобы справиться с возросшим потоком транзитных пассажиров, порт реконструирует существующий центр обслуживания пассажиров. Паромный пирс также расширяется, чтобы он мог одновременно принимать два парома водоизмещением более 500 мт, что обеспечит порту Будай достаточно места на причале для одновременной стоянки до девяти паромов.

## Несчастные случаи и инциденты
- В 2018 году большое грузовое судно Chinese Steel Innovator врезалось в кормовую часть судна Evergreen Ever Laden во время его прибытия. О погибших или пострадавших не сообщалось[6].

- 3 июня 2021 года судно-док, эксплуатируемое OOCL, столкнулось с другим судном и контейнерным краном, в результате чего оно рухнуло[7]. Ещё один кран был поврежден, хотя и не упал[8].

     = Промышленная территория;      = Контейнерные доки;      = Доки для сыпучих и мелких грузов;      = Зона обмена на складе;      = Рыбный порт;      = Коммерческая зона;      = Военно-морская база